# Pont entre Kinshasa et Brazzaville
Le pont Brazzaville–Kinshasa est un projet de construction de pont route-rail sur le fleuve Congo, reliant la république du Congo à la république démocratique du Congo (RDC) au niveau de leurs capitales respectives, Brazzaville et Kinshasa.

## Contexte
Le projet d'un tel pont est conçu en 1991. Des études sont financées, mais le projet tombe finalement à l'eau faute de financement et à cause des différents problèmes internes que les deux pays connaissent.
En 2003, la Cellule d’infrastructures de transport, qui coordonne les projets routiers en Afrique centrale en coopération avec l’Union européenne, reprend l'idée et propose un nouveau site, en aval des deux capitales, où la largeur du fleuve n'est que de 500 m. Les experts estiment le coût de construction entre 40 et 80 millions de dollars américains. Selon Jeune Afrique, dans un article d'août 2012, son coût est de 400 millions d'euros.
En août 2005, le gouvernement de transition du Congo-Kinshasa est réticent au projet conçu dans le Nouveau partenariat pour le développement de l'Afrique (NEPAD), au coût évalué à 100 millions de dollars américains, car celui-ci pourrait porter préjudice à l'activité économique des ports de Matadi et de Boma. En effet, le rapport de mars 2010 de la Banque mondiale (Africa Infrastructure Country Diagnostic) estime que ce pont routier et ferroviaire « aiderait à accroître le trafic passant par Pointe-Noire et à améliorer la viabilité globale de cette voie. » Cette crainte est relayée par Jeune Afrique en août 2012.
Selon le directeur de cabinet du président de la république démocratique du Congo, Léonard She Okitundu, celle-ci risquerait de perdre son ouverture sur le monde extérieur en faveur du port de Pointe-Noire. La RDC accepterait la construction du pont sous certaines conditions comme la construction d'un port en eau profonde à Banana sur la côte de la RDC.

## Avancées du projet
Le 24 juin 2009, la république du Congo et la république Démocratique du Congo ont signé un protocole d’accord pour construire un pont-route-rail sur le fleuve Congo entre Brazzaville et Kinshasa, ainsi que pour étendre le chemin de fer Kinshasa-Ilebo.
En février 2010, un Comité technique mixte (CTM) et un sous-comité ferroviaire (SCF) sont installés, lors d’un atelier préparatoire combiné à Brazzaville, afin de travailler sur la mise en œuvre du projet du pont route-rail et l’étude d’autres projets comme l’aménagement de la route Ketta–Djoum ou le prolongement du chemin de fer entre Kinshasa et Ilebo.
En janvier 2017, la Communauté économique des États de l'Afrique centrale (CEEAC) réactive le projet et estime que les travaux de construction du pont entre Kinshasa et Brazzaville pourraient commencer fin 2017 ou début 2018. En effet, le financement par la Banque africaine de développement et les deux Congo se précise.
Le 12 mai 2019, la Banque africaine de développement (BAD) annonce que les travaux de construction du pont seront lancés en août 2020 et détaille le financement qui se chiffrerait à 550 millions de dollars.
En 2020, le pont n'est plus une priorité, le pays voulant prioriser la construction d'un port en eau profonde à Matadi pour garantir des accès directs à la mer. La vice-première ministre chargée du Plan, Élysée Munembwe explique que « Le Pont-route-rail n’a pas de sens pour nous, si nous n’avons pas notre port en eau profonde, si nous n’avons pas notre chemin de fer Kinshasa-Ilebo et si nous n’avons pas l’intégration de toute la république démocratique du Congo ».
Les travaux devaient commencer en 2021 et se terminer en 2023, mais la pandémie de Covid-19 a conduit à reporter les travaux.
Le 22 juin 2022, le ministre de la RDC chargé du Plan, Christian Mwando Nsimba Kabulo et son homologue de la république du Congo chargé de l’Aménagement, de l’Équipement du territoire et des Grands travaux, Jean-Jacques Bouya, ont signé un avis à manifestation d’intérêt pour le pont.
En 2025, le projet de pont multimodal reliant Kinshasa à Brazzaville connaît des avancées notables, bien qu’il en soit encore à la phase préliminaire. Selon les autorités congolaises, les travaux devraient démarrer d’ici fin 2025 et s’étaler sur cinq ans, avec cette fois-ci un coût estimé à près de 700 millions $  pour la première phase, toujours en cours de mobilisation financière avec l’appui de la BAD. 
Ce projet, également soutenu par l’Union africaine dans le cadre du corridor 13 du NEPAD), connaît ainsi une nouvelle dynamique après des années de lenteur. Lors d’une récente conférence des chefs d’État consacrée aux infrastructures africaines, le ministre congolais (RC) Jean-Jacques Bouya a annoncé une avancée significative : la désignation d’un concessionnaire est attendue d’ici septembre 2025, à l’issue d’un appel d’offres lancé en juin 2025. Cette étape clé devrait permettre de finaliser le closing financier du projet, condition préalable au démarrage effectif des travaux, potentiellement dès novembre. Les deux pays ont déjà entamé une harmonisation des régimes fiscal, douanier et financier pour faciliter la mise en œuvre de la concession. Malgré l’annonce par le président Félix Tshisekedi, en décembre dernier, de la pose de la première pierre pour septembre 2025, des incertitudes subsistent, notamment en raison de la difficulté à convaincre les investisseurs sur la rentabilité du projet. 

## Impact du projet
Cet ouvrage route-rail vise à fluidifier le transport de plus de 5 millions de passagers et 3 millions de tonnes de marchandises par an, afin de renforcer l’intégration régionale entre les deux pays.